# جايسون غودوين
جايسون غودوين (بالإنجليزية: Jason Goodwin)‏ هو كاتب ومؤرخ بريطاني، ولد في 1964.

## وصلات خارجية
- الموقع الرسمي
- جايسون غودوين على موقع ميوزك برينز (الإنجليزية)